# Prejudecată
Cuvântul prejudecată este cel mai adesea folosit cu referire la opiniile preconcepute față de anumiți oameni sau o persoană din motive de rasă / etnie, sex, clasă socială, vârstă, handicap, religie, sexualitate, naționalitate sau alte caracteristici personale. Se poate referi, de asemenea, la convingerile nefondate și poate include „orice atitudine excesivă, care este deosebit de rezistentă la influența rațională”. Gordon Allport a definit prejudecata ca un „sentiment, favorabil sau nefavorabil, față de o persoană sau un lucru, înainte de, sau nefiind bazat pe, experiența reală”.
Termenul prejudecată înseamnă o judecată apriorică, cu caracter de opinie personală sau de grup, insuficient verificată prin experiență și insuficient întemeiată logic și care, fiind susținută, efectiv introduce un coeficient de deformare și folosire în cunoaștere.